# كتلة الشعوب الإفريقية
كتلة الشعوب الأفريقية (بالفرنسية: Bloc Populaire Africain)‏ كان حزبًا سياسيًا في داهومي الفرنسية.

## التاريخ
تأسس الحزب في عام 1946 من قبل جوستين أهوماديجيب-توميتين وإميل بواسون بسبب عدم رضاهما عن سياسات اتحاد داهوميان التقدمي. في انتخابات المجلس العام 1946-1947، فاز الحزب بستة مقاعد من أصل 30 مقعدًا، واحتل المركز الثاني بعد الاتحاد التقدمي. تم انتخاب كل من توميتين وبواسون. فشل الحزب في الفوز بمقعد في الجمعية الوطنية الفرنسية في انتخابات عام 1951، لكنه فاز بأربعة مقاعد في انتخابات الجمعية الإقليمية لعام 1952.
في عام 1955 اندمج الحزب مع اتحاد داهوميان التقدمي لتشكيل اتحاد داهوميان الديمقراطي.